# الفولتا الأسود
الفولتا الأسود نهر من أنهار غرب أفريقيا.
ينبع في الجزء الجنوبي الغربي من فولتا العليا ويجري جنوباً ثم شرقاً عبر غانا ليلتقي بالفولتا الأبيض فيشكِّلا نهر الفولتا.